# David McGoldrick
David James McGoldrick (Nottingham, Inglaterra, Reino Unido, 29 de noviembre de 1987) es un futbolista irlandés. Juega de delantero y su equipo es el Barnsley F. C. de la League One.
Es internacional absoluto con la selección de Irlanda desde 2014.

## Trayectoria
Formado en las inferiores del Notts County, debutó con el primer equipo en el 2004, para luego fichar por el Southampton un año después.
Estuvo cinco años con los Saints, donde fue enviado a préstamo al Notts County en 2005, y luego al Bournemouth y Port Vale en 2007.
Fue transferido al Nottingham Forest en 2009 en una transferencia de £1 millón. Se fue a préstamo al Sheffield Wednesday en septiembre de 2011 y al Coventry City en agosto de 2012.
Luego de su buena cesión en Coventry, pasó a préstamo al Ipswich Town en julio de 2013, donde fichó a principios de la temporada 2013-14 y jugó durante cinco años hasta el fin de su contrato en el verano de 2018.
Se unió al Sheffield United en julio de 2018. El 25 de enero de 2018, luego de anotar 10 goles en 23 partidos en su primera temporada con los blades, McGoldrick renovó su contrato con el club hasta 2021.

## Selección nacional
En el año 2014, McGoldrick - que es adoptado - descubrió que puede jugar por Irlanda, luego de investigar su árbol familiar y encontrar que su abuela nació en Irlanda. Su entrenador en ese momento en Ipswich, Mick McCarthy, lo alentó a jugar por los "Chicos de Verde", y en agosto de 2014 en entrenador de Irlanda, Martin O'Neill, confirmó que McGoldrick estaba en sus planes para ser convocado.
Debutó para Irlanda el 18 de noviembre de 2014, en la victoria por 4-1 sobre Estados Unidos en un amistoso, registró dos asistencias para los goles de Anthony Pilkington y Robbie Brady.

## Estadísticas

### Clubes
Actualizado al último partido disputado el 10 de mayo de 2025.
| Club                               | País       | Año       | Part. | Goles |
| ---------------------------------- | ---------- | --------- | ----- | ----- |
| Notts County F. C.                 | Inglaterra | 2003-2004 | 4     | 0     |
| Southampton F. C.                  | Inglaterra | 2004-2009 | 75    | 15    |
| Notts County F. C. (cesión)        | Inglaterra | 2005      | 7     | 0     |
| AFC Bournemouth (cesión)           | Inglaterra | 2007      | 18    | 6     |
| Port Vale F. C. (cesión)           | Inglaterra | 2007-2008 | 18    | 2     |
| Nottingham Forest F. C.            | Inglaterra | 2009-2013 | 75    | 9     |
| Sheffield Wednesday F. C. (cesión) | Inglaterra | 2011      | 4     | 1     |
| Coventry City F. C. (cesión)       | Inglaterra | 2012-2013 | 25    | 17    |
| Ipswich Town F. C. (cesión)        | Inglaterra | 2013      | 14    | 4     |
| Ipswich Town F. C.                 | Inglaterra | 2013-2018 | 145   | 41    |
| Sheffield United F. C.             | Inglaterra | 2018-2022 | 136   | 30    |
| Derby County F. C.                 | Inglaterra | 2022-2023 | 45    | 25    |
| Notts County F. C.                 | Inglaterra | 2023-2025 | 76    | 30    |
| Barnsley F. C.                     | Inglaterra | 2025-     |       |       |
| Total                              |            |           | 636   | 180   |

### Selección nacional
| Adulta Irlanda                                                                               | 2014          | 1 | 0 | 0 | 0 | - | - | 1 | 0 |
| Adulta Irlanda                                                                               | 2015          | 1 | 0 | 0 | 0 | - | - | 1 | 0 |
| Adulta Irlanda                                                                               | 2016          | 2 | 0 | 1 | 0 | - | - | 3 | 0 |
| Adulta Irlanda                                                                               | 2017          | 1 | 0 | 0 | 0 | - | - | 1 | 0 |
| Adulta Irlanda                                                                               | Total         | 5 | 0 | 1 | 0 | 0 | 0 | 6 | 0 |
| Total carrera                                                                                | Total carrera | 5 | 0 | 1 | 0 | 0 | 0 | 6 | 0 |
| (1) Incluye los partidos de la Clasificación de UEFA para la Copa Mundial de Fútbol de 2018. |               |   |   |   |   |   |   |   |   |